# Захарьево
Захарьево — деревня в Первомайском районе Ярославской области России, входит в состав Кукобойского сельского поселения, относится к Кукобойскому сельскому округу. 

## География
Расположена в 5 км на восток от центра поселения села Кукобой и в 51 км на северо-запад от райцентра посёлка Пречистое. 

## История
Кирпичная церковь с трапезной и колокольней в селе сооружена в 1842 году на средства петербургского купца Г. Фролова. В церкви были приделы Рождества Пресвятой Богородицы, Илии Пророка, Афанасия и Кирилла, Патриархов Александрийских. 
В конце XIX — начале XX века село входило в состав Подорванской волости Пошехонского уезда Ярославской губернии.
С 1929 года деревня входила в состав Кукобойского сельсовета Первомайского района, с 2005 года — в составе Кукобойского сельского поселения.

## Население
| 1859 | 2002 | 2007 | 2010 |
| ---- | ---- | ---- | ---- |
| 31   | ↘0   | →0   | →0   |

## Достопримечательности
В деревне расположена недействующая Церковь Рождества Пресвятой Богородицы (1842).